# Jhon Mosquera (ur. 1990)
Jhon Édison Mosquera Rebolledo (ur. 8 maja 1990 w Calim) – kolumbijski piłkarz występujący na pozycji lewego pomocnika lub lewego skrzydłowego w czeskim klubie Viktoria Pilzno.